# 活断层

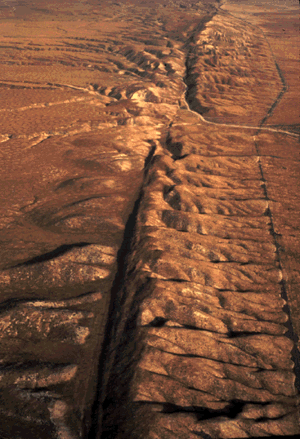
圣安德烈亚斯断层

在地质学中，活断层（或活动断裂）一般是指全新世（约1万年）以来曾经活动，未来仍可能活动的断层。这一概念最早由美国地质学家贝利·威利斯和 H. O. Wood 于1920年代提出。
活斷層被認為是一種地質災害—與地震有關。 運動對活動斷層的影響包括強烈的地面運動、地表斷層、構造變形、山崩和落石、液化、海嘯和地震。
活断层是地质历史中最新活动的产物，与地震活动有密切的联系，并且还直接影响工程的安全，故活断层的研究一直是地球科学中的一个重要领域。

## 地點
活斷層往往發生在板塊邊界附近，活斷層研究主要集中在這些區域。 在任何給定板塊的區域內，活斷層往往較少出現。 板內區域也可能存在地震危險的事實直到最近才被認識到。

## 測量
各種地質方法用於定義活斷層的邊界，例如遙感和磁性測量以及其他方式。 多種類型的數據，例如地震報告或一段時間內的記錄，可用於測量斷層活動。 活動性和斷層面積相關，並與其他因素進行風險分析以確定潛在的地震危險性。